# Serrat dels Rovellons (Castellar de la Ribera)
|  | Aquest article tracta sobre el Serrat dels Rovellons de Castellar de la Ribera. Vegeu-ne altres significats a «Serrat dels Rovellons (Lladurs)». |

El Serrat dels Rovellons és una muntanya de 854 metres que es troba al municipi de Castellar de la Ribera, a la comarca catalana del Solsonès.